# Emil Rajkoviḱ
Emil Rajkoviḱ (mac. Емил Рајковиќ; ur. 11 września 1978 w Skopju) – macedoński koszykarz występujący na pozycji obrońcy, po zakończeniu kariery zawodniczej trener koszykarski, aktualnie trener zespołu z Astany.
14 listopada 2015 roku podpisał drugi kontrakt ze Śląskiem Wrocław.
19 października 2016 został trenerem BM Slam Stali Ostrów Wielkopolski.

## Osiągnięcia

### Zawodnicze
- 6-krotny mistrz Macedonii (1996–1999, 2001, 2002)
- dwukrotny wicemistrz Macedonii (2000, 2004)
- Zdobywca Pucharu Macedonii (1998)
- trzykrotny wicemistrz Pucharu Macedonii (1996, 2000, 2001)

### Trenerskie
Drużynowe
- Mistrz:
  - Ligi Bałkańskiej (2011)
  - Macedonii (2008, 2010, 2011)
- Wicemistrz:
  - Polski (2018)[3]
  - Macedonii (2009, 2012, 2014)
- dwukrotny zdobywca pucharu Macedonii (2008, 2010)
- Finalista:
  - pucharu Macedonii (2012)
  - Superpucharu Polski (2014)

Indywidualne
- Najlepszy Trener Macedonii:
  - spośród wszystkich dyscyplin (2008 według Stowarzyszenia Dziennikarzy Sportowych, przedstawicieli Galerii Sław Sportu oraz telewizji Sitel)
  - 2008, 2011, 2014 według Macedońskiej Federacji Koszykówki
- Trener Roku Ligi:
  - VTB (2019)
  - Macedońskiej (2008, 2010, 2011 według Eurobasket.com)
  - Bałkańskiej (2011 według Eurobasket.com)